# Opsaridium leleupi
Opsaridium leleupi   es una especie de pez de la familia de los ciprínidos del orden de los cipriniformes.

## Morfología
Los machos pueden llegar a medir 11,5 cm de longitud total.

## Distribución geográfica
Se encuentra en África.